# Fußballsportverein Wacker 2003 Gotha e.V.
Fußballsportverein Wacker 2003 Gotha e.V. é uma agremiação esportiva alemã, fundada em 2003, sediada em Gota, na Turíngia.
As raízes do clube se voltam para a fundação do Fußball-Club Einigkeit Gotha, a 7 de julho de 1907. Mais tarde, nesse mesmo ano, assumiu o nome FC Wacker Gotha antes de se tornar Sportverein Wacker Gotha. 
Em 1915, participou das rodadas finais do Meisterschaft Mitteldeutsche (Campeonato Alemão Central) batendo o SpVgg Erfurt por 3 a 0 antes de ser eliminado pelo Borussia Halle por 1 a 0. A equipe não reapareceria nas fases finais novamente até 1933, quando caiu nas quartas de final ao capitular diante do Wacker Gera por 3 a 1.

## História
O clube desapareceu após a Segunda Guerra Mundial, mas foi restabelecido em 1945 como SG Gotha, que se tornou parte da competição de futebol que surgiu em separado sob a ocupação soviética da Alemanha Oriental. A equipe foi rebatizada SG Vorwärts Gotha, em 1948, e, em seguida, BSG Motor Gotha, em 1950. Como Motor atuou uma única temporada na 2. DDR-Liga (II) e participou da Pokal FDGB (Copa da Alemanha Oriental) em 1954, 1969 e 1982, saindo na fase de abertura em cada uma de suas aparições.
Após a reunificação alemã, a equipe assumiu o nome SV Motor Gotha, em 1990, antes de recuperar sua identidade histórica como SV Wacker Gotha, em 1993. O Wacker traçou o seu caminho para a Oberliga Nordost-Süd (IV), em 2001, tornando-se o primeiro time da Turíngia a avançar para a Oberliga desde o retorno dos clubes da Alemanha Oriental para a competição nacional restaurada. O time acabou rebaixado após duas temporadas.
Em 2003, o departamento de futebol se tornou independente como FSV Wacker 03 Gotha e passou as seguintes sete temporadas na Thüringenliga. O time terminou a temporada 2009-2010 atrás do Eintracht Sondershausen, mas avançou à Oberliga Nordost (Süd), depois que o rival se recusou a subir por razões financeiras.

## Cronologia
| Temporada | Liga                      | Colocação |
| --------- | ------------------------- | --------- |
| 1990/91   | Thüringenliga             | 10ª       |
| 1991/92   | Thüringenliga             | 9ª        |
| 1992/93   | Thüringenliga             | 16ª       |
| 1993/94   | Bezirksliga Westthüringen | 7ª        |
| 1994/95   | Bezirksliga Westthüringen | 3ª        |
| 1995/96   | Landesklasse West         | 1ª        |
| 1996/97   | Thüringenliga             | 7ª        |
| 1997/98   | Thüringenliga             | 14ª       |
| 1998/99   | Landesklasse Ost          | 1ª        |
| 1999/00   | Thüringenliga             | 8ª        |
| 2000/01   | Thüringenliga             | 1ª        |
| 2001/02   | NOFV-Oberliga Süd         | 10ª       |
| 2002/03   | NOFV-Oberliga Süd         | 16ª       |
| 2003/04   | Thüringenliga             | 6ª        |
| 2004/05   | Thüringenliga             | 10ª       |
| 2005/06   | Thüringenliga             | 5ª        |
| 2006/07   | Thüringenliga             | 5ª        |
| 2007/08   | Thüringenliga             | 3ª        |
| 2008/09   | Thüringenliga             | 2ª        |
| 2009/10   | Thüringenliga             | 2ª        |
| 2010/11   | NOFV-Oberliga Süd         | 12ª       |